# Trump Tower Belgrade
 (транскр.  Трамп тауер Белгрејд) је вишенаменски грађевински комплекс у изградњи у Немањиној улици у Београду. Назив носи по председнику САД Доналду Трампу. Биће изграђен на месту зграда Генералштаба, које су оштећене током НАТО бомбардовања Југославије.